# Симеон Лехаци
Симео́н Лехаци́ (арм. Սիմեոն Լեհացի, пол. Symeon z Zamościa; 1584, Замосць — 1639) — армянский путешественник, писатель, поэт.

## Биография

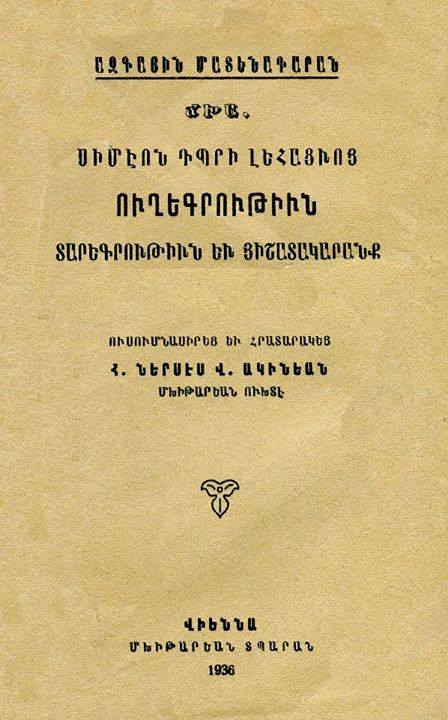
Обложка издания «Путевых заметок» Симеона Лехаци

Симеон был представителем значительной армянской общины Польши. Родился в 1584 году в городе Замосць (в современной Польше), куда его родители переселились из крымской Кафы во второй половине XVI века. Закончив обучение, получил в церкви должность дпира и дьякона. 
В 20-летнем возрасте он совершил паломничество по Святым местам, которое длилось около 12 лет. В результате Лехаци написал свои «Путевые заметки». Книга представляет собой путеводитель для тех, кто намеревается совершить аналогичное путешествие. Своё путешествие Лехаци начал 15 февраля 1608 года и завершил весной 1619 года.
Первое печатное издание «Путевых заметок» Симеона Лехаци было предпринято арменоведом Н. Акиняном в 1932—1935 (в журнальном варианте) и 1936 году (отдельным изданием) в Вене.

### Комментарии
1. ↑  «Лехаци» (арм. из Польши) — обозначение места жительства или прозвище.